# Joe Ferris
Joe Ferris – australijski judoka.
Brązowy medalista mistrzostw Oceanii w 1979. Trzeci na mistrzostwaach Australii w 1979 roku.